# 307 (số)
307 (ba trăm linh bảy) là một số tự nhiên ngay sau 306 và ngay trước 308.